# Open di Francia 1969
L'Open di Francia 1969, la 68ª edizione degli Open di Francia di tennis, si è svolto sui campi in terra rossa dello Stade Roland Garros di Parigi, Francia, dal 26 maggio all'8 giugno 1969.
Il singolare maschile è stato vinto dall'australiano Rod Laver, che si è imposto sul connazionale Ken Rosewall in tre set col punteggio di 6–4, 6–3, 6–4. Il singolare femminile è stato vinto dall'australiana Margaret Court, che ha battuto in tre set la britannica Ann Haydon Jones. Nel doppio maschile si sono imposti John Newcombe e Tony Roche. Nel doppio femminile hanno trionfato Ann Haydon Jones e Françoise Dürr. Nel doppio misto la vittoria è andata a Billie Jean King in coppia con Bob Hewitt.

## Seniors

### Singolare maschile
Rod Laver ha battuto in finale  Ken Rosewall con il punteggio di 6–4, 6–3, 6–4.

### Singolare femminile
Margaret Court ha battuto in finale  Ann Haydon Jones con il punteggio di 6–1, 4–6, 6–3.

### Doppio maschile
John Newcombe /  Tony Roche hanno battuto in finale  Roy Emerson /  Rod Laver con il punteggio di 4–6, 6–1, 3–6, 6–4, 6–4.

### Doppio Femminile
Françoise Dürr /  Ann Haydon Jones hanno battuto in finale  Margaret Court /  Nancy Richey con il punteggio di 6–0, 4–6, 7–5.

### Doppio Misto
Billie Jean King /  Bob Hewitt hanno battuto in finale  Françoise Dürr /  Jean-Claude Barclay con il punteggio di 3–6, 6–4, 6–2.